# 南河水库 (谷城)
南河水库是中国湖北省襄阳市谷城县境内的一座水库，位于汉江支流南河上，建于1980年。水库正常库容为2350万立方米，平均水深为20.00米，集雨面积为6096平方千米，海拔为151.5米。